# Evaniella albispina
Evaniella albispina är en stekelart som först beskrevs av Cameron 1887.  Evaniella albispina ingår i släktet Evaniella och familjen hungersteklar. Inga underarter finns listade i Catalogue of Life.